# Jacques Amans

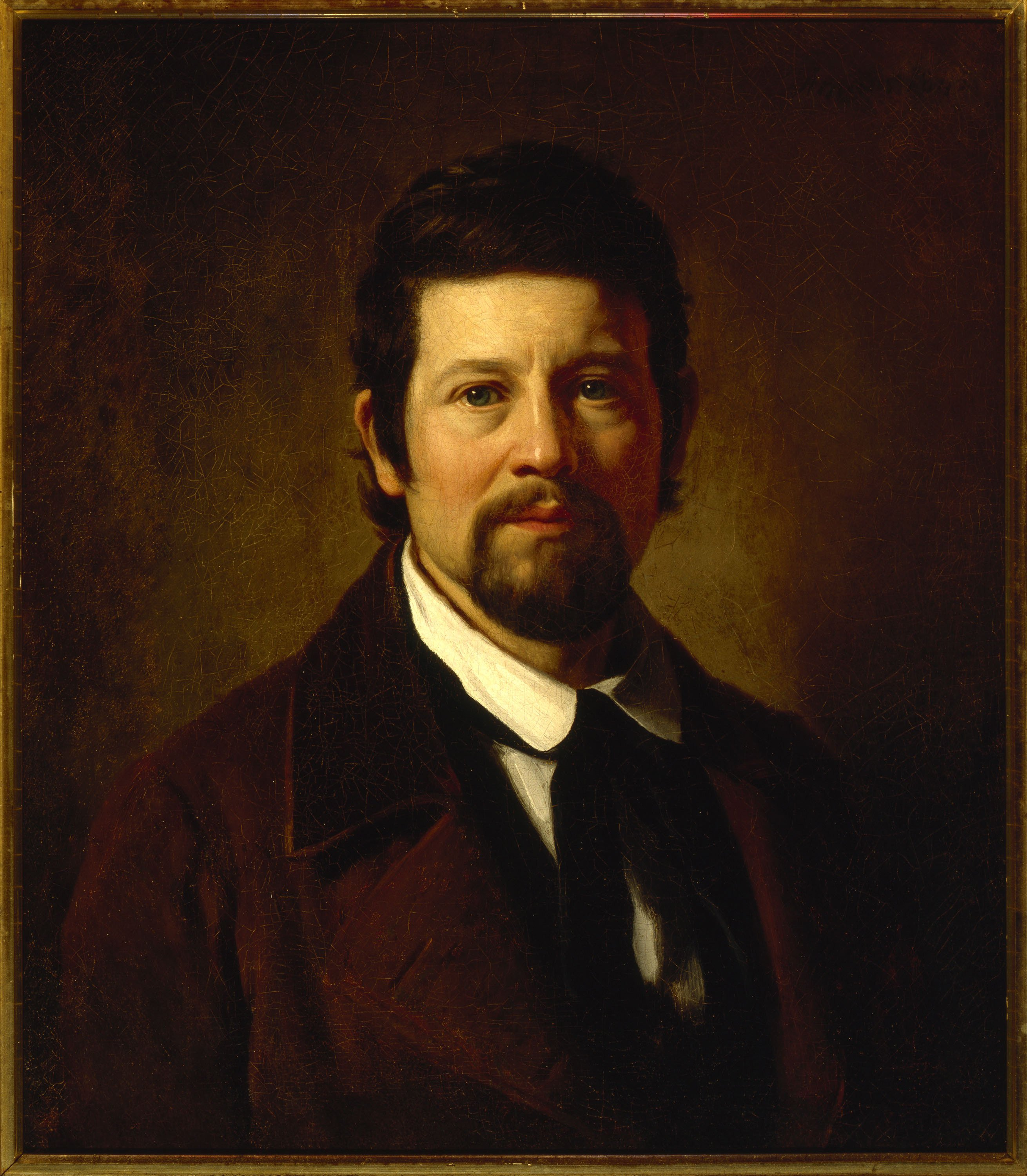
Selbstporträt von Jacques Amans (1845)

Jacques Guillaume Lucien Amans (* 1801 in Maastricht; † 10. Januar 1888 in Paris) war ein französischer Maler, der zwanzig Jahre in Louisiana lebte. Er gehörte zu den wichtigsten Porträtmalern der Stadt New Orleans Mitte des 19. Jahrhunderts.

## Leben
Jacques Amans wurde 1801 als Sohn des Offiziers Paul-Serge Amans und dessen Frau Thésèse Visschers in Maastricht geboren. Er hatte vier Schwestern. Vermutlich besuchte er die École des Beaux-Arts, bevor er seine Bilder 1831 bis 1837 im Salon de Paris ausstellte.
Gemeinsam mit dem Maler Jean Joseph Vaudechamp (1790–1866) kam Amans 1836 erstmals nach New Orleans. Auf dieses Jahr ist auch sein erstes bekanntes Porträt datiert, das eine Person aus Louisiana darstellt und er erwarb zur gleichen Zeit am Fluss Bayou Lafourche die Zuckerplantage Trinity. Im folgenden Jahr fuhren die beiden Maler erneut mit dem gleichen Schiff nach New Orleans, wo sie Ateliers in der Royal Street unterhielten. Amans verbrachte dort die Wintermonate und malte zahlreiche Porträts prominenter Bürger. Im Sommer verließ er die Stadt, um dem Gelbfieber zu entgehen und reiste nach Paris oder auf seine Plantage.
Trotz der Konkurrenz einiger anderer Porträtmaler hatte Amans schnell Erfolg und ein gutes Einkommen durch die Verkäufe seiner Bilder. Sie erfreuten sich großer Beliebtheit, insbesondere bei den aus Frankreich emigrierten Plantagenbesitzern entlang des Mississippi. Amans hatte keine offiziellen Schüler bzw. Nachfolger, jedoch unterstützte er um 1840 den in New Orleans lebenden Maler George David Coulon (1822–1904) bei seinen Studien.
Als der ehemalige US-Präsident Andrew Jackson 1840 zum 25. Jahrestag der Schlacht von New Orleans in die Stadt kam, bat ihn Amans in einem Brief, ihm Model zu stehen. Das fertige Porträt wolle er den Einwohnern von New Orleans präsentieren. Dieser Brief befindet sich heute in Jacksons Nachlass in der Library of Congress. Jackson stimmte zu und in der Folgezeit schuf Amans mehrere Porträts von ihm, die wahrscheinlich auf diesem ersten Werk basierten. Er und der Maler Theodore Sidney Moise (1808–1885) gewannen 1844 für ihr gemeinsam geschaffenes Reiterporträt General Andrew Jackson den mit 1000 Dollar dotierten New Orleans City Council Prize. Anlässlich der Wahl von Zachary Taylor reiste Amans 1848 nach Baton Rouge, wo er sich gegen andere Künstler durchsetzen und den neuen Präsidenten porträtieren konnte.
Amans heiratete 1844 Marguerite Azoline Landreaux, die Tochter eines Zuckerplantagenbesitzers in St. Charles Parish. Zu dieser Zeit erwarb er Land in Bay St. Louis, das er 1852 jedoch wieder verkaufte. 1856 verließen Amans und seine Ehefrau Louisiana endgültig und zogen auf sein Anwesen „Lacour Levy“ in der Nähe von Versailles. Danach wirkte Amans soweit bekannt nicht mehr als Maler. 1878 starb seine Frau. Zu diesem Zeitpunkt hielt er sich in Paris auf, wo er zehn Jahre später selbst verstarb.

## Werk

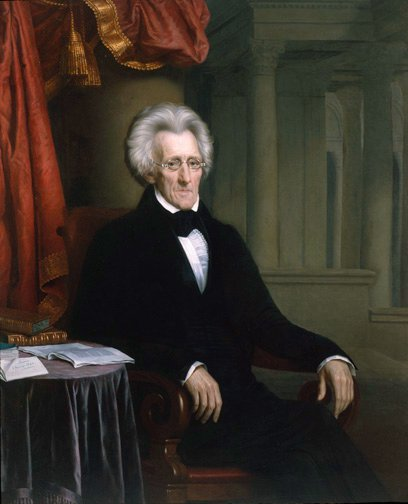
Porträt von Andrew Jackson (Amans 1840)

Von Amans' Werk sind ausschließlich seine Porträts bekannt. Er wird als wichtigster Porträtmaler der Stadt New Orleans in den 1840ern und frühen 1850ern angesehen. Insgesamt werden ihm über 75 Werke zugeordnet, rund ein Drittel davon sind signiert. Amans porträtierte unter anderem Andrew Jackson (1840 und 1844) und Zachary Taylor (1848), überwiegend jedoch lokale Prominente aus New Orleans, Plantagenbesitzer und deren Familien. Er bevorzugte Dreiviertelporträts von sitzenden Modellen. In seinem Malstil zeigt sich der Einfluss von Jean-Auguste-Dominique Ingres. Er war ein Vertreter des Klassizismus, wie ihn die École des Beaux-Arts lehrte, jedoch in einem wärmeren, weniger direkten Stil. Dem Geschmack der wohlhabenden Auftraggeber entsprechend waren seine Porträts elegant und besonders bei den Frauenporträts sehr schmeichelhaft ausgeführt.
Seine Werke wurden unter anderem von 1831 bis 1837 in Pariser Salons und 1885 bis 1886 auf der American Exposition in New Orleans ausgestellt. Ein Teil ist heute im Besitz verschiedener Museen wie dem Louisiana State Museum, dem Brooklyn Museum, dem New Orleans Museum of Art, dem Ogden Museum of Southern Art und der Historic New Orleans Collection.
Werke (Auswahl)
- Portrait of Josephine Roman Aime, 1838, Öl auf Leinwand, Historic New Orleans Collection[4]
- Madame Françoise Gabrielle „Rosa“ Montegut Pitot, um 1838, Öl auf Leinwand, Historic New Orleans Collection
- Madame Felix Formento (née Palmyre Henrietta Lauve), and George Edouard Francois Felix Formento, Jr. (Dr. Felix Formento), um 1838, Öl auf Leinwand, 41 × 32 ", signiert mit „Amans“, Louisiana State Museum
- Portrait of Frantois Gabriel (Valcour) Aime, 1938, Öl auf Leinwand, Historic New Orleans Collection
- Clara Mazureau, 1838, Öl auf Leinwand, 36 1/2 × 29 ", „Amans 1838“
- Rosalie Jonas, 1839, Wasserfarben auf Elfenbein, 33 3/4 × 29 ", Louisiana State Museum
- Portrait of Andrew Jackson, 1. August 1840, Öl auf Leinwand, 60 1/2 × 49 1/2 ", Historic New Orleans Collection
- Creole in a Red Turban, um 1840, Öl auf Leinwand, Historic New Orleans Collection
- Reverend Mother Sainte Seraphine, um 1840, Öl auf Leinwand, 22 × 18 ", Louisiana State Museum (zugeschrieben)
- Mrs. Gustave Miltenberger (née Corinne Knott), um 1840, Öl auf Leinwand, 30 × 25 ", signiert mit „Amans“, Louisiana State Museum
- François Petitpain, um 1840, Öl auf Leinwand, 36 1/2 × 29 3/8, Louisiana State Museum (zugeschrieben)
- Sophronia Louise Claiborne de Marigny de Mandeville, um 1840, Öl auf Leinwand, 41 1/2 × 33 1/2 ", Louisiana State Museum (zugeschrieben)
- Mrs. Ambroise Brou (née Seraphine Becnel), um 1840 bis 1845, Öl auf Leinwand, 41 1/4 × 33 1/2 ", Louisiana State Museum (zugeschrieben)
- Judge Charles A. de Maurian, 1841, Öl auf Leinwand, 36 1/4 × 19 1/8 ", signiert mit „Amans 1841“, Louisiana State Museum
- Andrea Mallard (Mrs. Prudent Mallard), 1841, Öl auf Leinwand, 36 × 29 ", signiert mit „Amans 1841“, Louisiana State Museum
- Margaret, Portrait von Margaret Haughery mit zwei Waisen, um 1842, Öl auf Leinwand, 115 × 91 cm, Ogden Museum of Southern Art
- Portrait of a Lady, 1840er Jahre, Öl auf Leinwand, Historic New Orleans Collection
- Reiterporträt General Andrew Jackson, 1844, zusammen mit Theodore Sidney Moise
- Jacques Guillaume Lucien Amans (Selbstporträt), 1845, Öl auf Leinwand, Historic New Orleans Collection
- Portrait of an Unknown Man, 1845, Öl auf Leinwand, 95,2 × 76 cm, Brooklyn Museum[5]
- Portrait of William Farrar Kenner, um 1850, Öl auf Leinwand, 30 1/2 × 25 ", Historic New Orleans Collection
- Hilary Breton Cenas, um 1850, Öl auf Leinwand, 27 × 22 ", Louisiana State Museum (zugeschrieben)
- Florient Fortier, um 1850, Öl auf Leinwand, Louisiana State Museum
- Carl Kohn, Öl auf Leinwand, 36 1/4 × 28 1/2 ", Historic New Orleans Collection

- Bélizaire and the Frey Children (Bélizaire und die Frey-Kinder), Öl auf Leinwand, 47 1/4 × 36 1/4", Metropolitan Museum of Art (zugeschrieben)[6][7]